# Albert Lozeau

Albert Lozeau

Albert Lozeau (1878 - 1924) a fost un poet canadian de limbă franceză.
A scris versuri intimiste, exprimând cu sinceritate și simplitate suferința singurătății, bucuriile prieteniei și ale muzicii sau evocând frumusețea naturii.

## Scrieri
- 1907: L'âme solitaire ("Suflet însingurat")
- 1912: Le miroir des jours ("Oglinda zilelor").